# Trichogramma aldanense
Trichogramma aldanense är en stekelart som beskrevs av Sorokina 1989. Trichogramma aldanense ingår i släktet Trichogramma och familjen hårstrimsteklar. Inga underarter finns listade i Catalogue of Life.